# Kasper Sand Kjær
Kasper Sand Kjær (4 de maio de 1989, em Randers) é um político dinamarquês, membro do Folketing pelo partido dos sociais-democratas. Ele foi eleito para o parlamento nas eleições legislativas dinamarquesas de 2019.
Kjær foi eleito parlamentar nas eleições de 2019, onde recebeu 3.065 votos.